# جبل رورايما
جبل رورايما (بالإسبانية: Monte Roraima)‏ جبل يقع بين ثلاث دول في قارة أمريكا الجنوبية 85% من أراضي الجبل تقع في فنزويلا، 10% غيانا و5% في البرازيل، يعتبر الجبل أعلى قمة ضمن مرتفعات غيانا ويقع بالقرب من منتزه كانيما الوطني، ما يميز الجبل هو شكله الذي يشبه المنضدة فهو منحدر بشكل عمودي بارتفاع 400 متر من جوانبة الأربع، وللوصول إلى الجبل هناك طريق وحيد يؤدي إليه، من خلال منحدر طبيعي شبيه بالسلم على الجانب الفنزويلي، تمطر السماء على هذا الجبل أغلب أيام العام ، تجرف معها معظم المواد المغذية للنباتات لتنمو، والتي تساعد في ظهور مناظر طبيعية فريدة، و تعتبر الأمطار سبب وجود أعلى الشلالات في العالم من كل جانب من جوانب الجبل.